# Erikinha
Érika Alves de Moura, ou simplesmente Erikinha (São Paulo, 23 de novembro de 1987) é uma futebolista brasileira que atua como meia ou volante.
É a jogador com mais partidas da história das Sereias da Vila com mais de 300 jogos.

## Carreira

### Clubes
Nascida em São Paulo, mudou-se para Santos para integrar projeto de desenvolvimento de futebol feminino do Santos comandado por Kleiton Lima e realizar seu sonho de ser jogadora. A equipe iniciou a temporada 2007 sem pretensões de grandes conquistas pois não possuía infraestrutura e patrocinadores para investir, e por isso desenvolveu um trabalho de peneira.
Erikinha iniciou a carreia ao lado de grandes jogadoras jovens que surgiram nesta época como Ketlen, Fran, Érika e Calan. Logo em sua estreia, marcou um gol e tornou-se a segunda jogadora mais jovem a marcar pelo Peixe.
Sua primeira passagem pelo clube durou até 2011. Depois, passou por Ferroviária e St. Polten-NOR, até que retornou ao Peixe para uma segunda passagem. De 2015 a 2018, Erikinha foi peça importante do elenco santista.
Já em 2019, voltou para o futebol norueguês para defender o Avaldsnes IL, mas não se firmou e retornou ao clube da Baixada Santista em 2020.
Pelo Santos, conquistou o Interclubes (2011), Libertadores (2009), Campeonato Brasileiro (2017), Liga Nacional (2007), Copa do Brasi (2008 e 2009), Campeonato Paulista (2007, 2010 e 2018), Liga Paulista (2009) e Copa Paulista (2020).
Em janeiro de 2023, tornou-se a primeira atleta feminina a atingir a marca de 300 jogos pelas Sereias da Vila.
Em julho de 2024, encerrou sua terceira passagem pelo Santos, onde totalizou 36 gols em 326 partidas.

## Títulos

#### Santos
- Torneio Internacional Interclubes: 2011
- Copa Libertadores da América: 2009
- Campeonato Brasileiro: 2017
- Liga Nacional: 2007
- Copa do Brasil: 2008 e 2009
- Campeonato Paulista: 2007, 2010, 2011 e 2018
- Liga Paulista: 2009
- Copa Paulista: 2020